# Историко-культурные ценности Казахстана
Культурное наследие Казахстана — объекты, имеющие отношение к истории религии, культуры и быта народов Казахстана, включённые в законодательство этой страны по культурному наследию. Часть из них является также объектами Всемирного наследия ЮНЕСКО.

## Описание
С древнейших времён территория современного Казахстана была культурной колыбелью всего евразийского пространства, связывающей Восток и Запад.  Образцами историко-культурных ценностей Казахстана, являются памятники истории, археологии, архитектуры и монументального искусства, число которых превышает 25 тысяч. В 3495 государственных библиотеках хранятся более чем 66 млн 840 тысяч томов книг, редких рукописей и изданий. По территории проходил Великий Шелковый путь, связававший Восток и Запад. На маршрутах караванных путей были представлены многие культуры, обычаи и традиции, религии – исламская , христианская , буддистская  и конфуцианская . Наследием той эпохи являются многочисленные памятники истории и культуры. Это настоящие жемчужины древнего, средневекового, восточного архитектурного искусства и культуры. 218 таких объектов вошли в Государственный список памятников истории и культуры Казахстана. Сегодня многие из этих памятников признаны ЮНЕСКО памятниками всемирного значения. Центром Всемирного Наследия ЮНЕСКО в Список памятников Всемирного Наследия включены мавзолей Ходжа Ахмеда Яссави и комплекс петроглифов Тамгалы в Алматинской области. Культурными брендами Казахстана стали памятники Алтын Адам («Золотой человек»), мавзолей Ходжи Ахмеда Яссави, Отрар, Туркестан.
Также страна имеет литературные ценности. Одна из самых популярных и знаковых лиро-эпических казахских поэм «Кыз-Жибек» включена в мировое культурное наследие по линии ЮНЕСКО.